# Carl Adolph Stampe
Carl Adolph Stampe (2. september 1765 på Skørringe – 10. oktober 1831 sammesteds) var en dansk godsejer, far til Ole Henrik Stampe, Tyge Rothe Stampe og Henrik Stampe.
Han var søn af justitsråd Oluf Stampe til Skørringe på Falster (1717-1785) og Maria Rothe (1739-1811). Han blev student 1784. Han arvede Skørringe og Nebølle i 1785 og blev siden kammerherre.
Han ægtede 10. september 1790 i København Caroline Rothe (10. oktober 1766 på Tybjerggård - 22. april 1845 på Skørringe), datter af Tyge Rothe.